# Blodbadsplanschen
La Blodbadsplanschen (« planche du bain de sang ») est une gravure réalisée en 1524 sur commande du roi de Suède Gustave Vasa. Elle représente les événements du bain de sang de Stockholm, survenu en novembre 1520. C'est l'une des plus anciennes représentations connues de la ville de Stockholm.

## Histoire
Il s'agit à l'origine d'une gravure sur bois réalisée à Anvers par Kort Steinkamp et Hans Kruse. L'original disparait en 1802 lorsqu'un incendie ravage l'ilot de Riddarholmen dans le centre de Stockholm. Il en subsiste toutefois une copie, sous la forme d'une gravure sur cuivre réalisée en 1676 par Dionysius Padt-Brugge pour Magnus Gabriel De la Gardie.

## Description

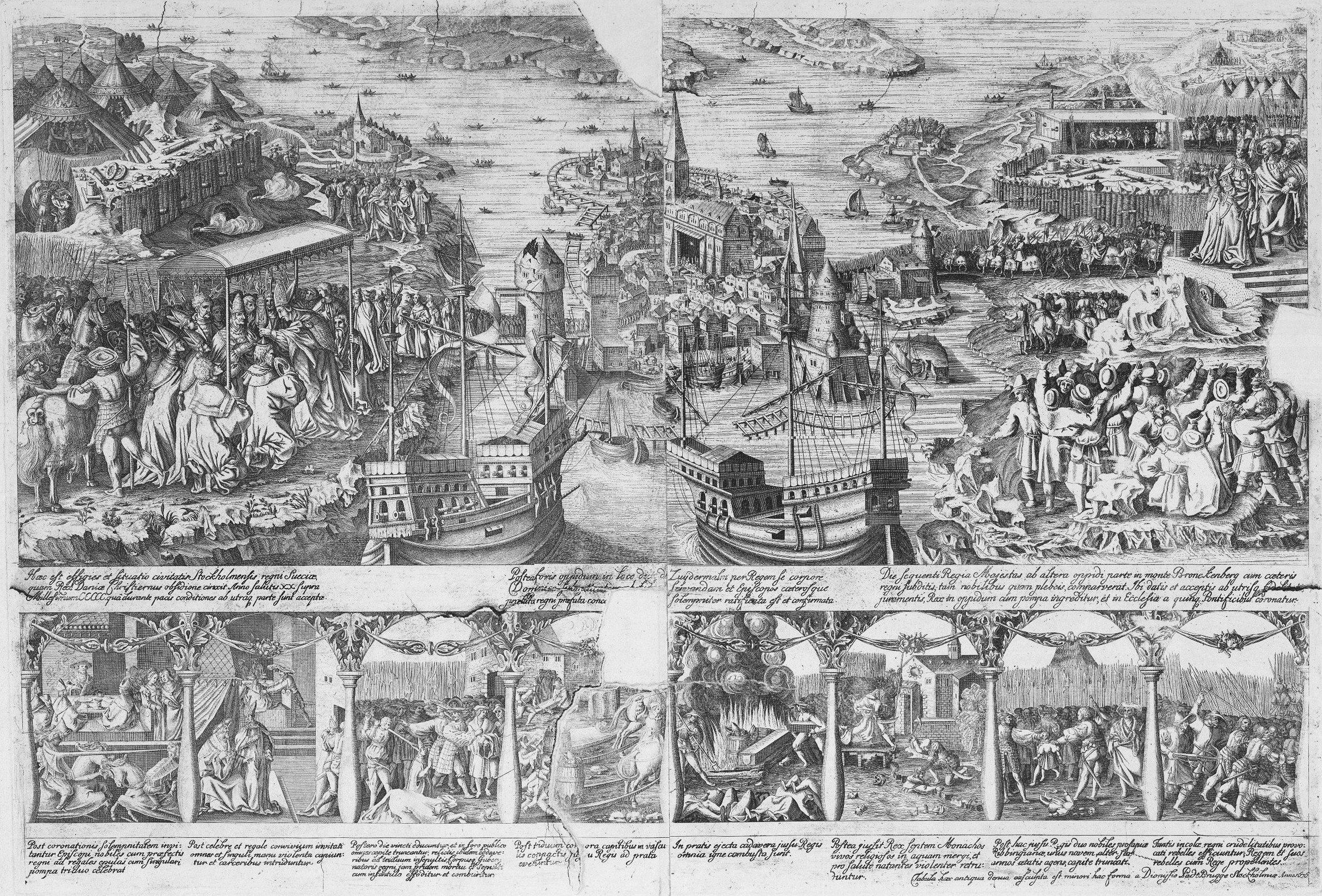
La « planche du bain de sang » est l'une des plus anciennes représentations connues de la ville de Stockholm.

L'illustration  principale est une vue de Stockholm en perspective aérienne. L'actuelle vieille ville est au centre. Le nord, avec l'actuel district de Norrmalm, est sur la droite, tandis que le sud et l'ile de Södermalm sont à gauche.
On reconnait notamment, au centre, la Storkyrkan (« grande église »). D'autres monuments ont aujourd'hui disparu : la chapelle Marie-Madeleine sur le site de l'actuelle église Marie-Madeleine, le couvent franciscain, le château Tre Kronor sur le site de l'actuel palais royal ou encore le couvent Sainte-Claire sur le site de l'actuelle église Sainte-Claire.

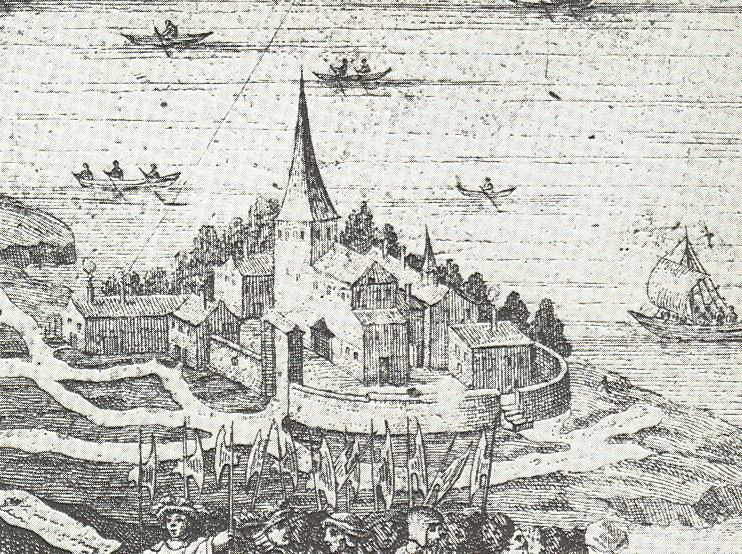
La chapelle Marie-Madeleine.
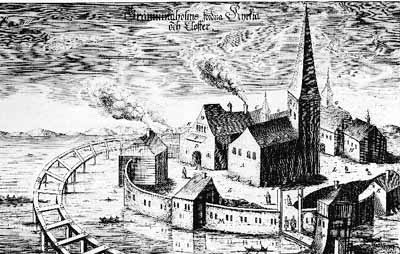
Le couvent franciscain.
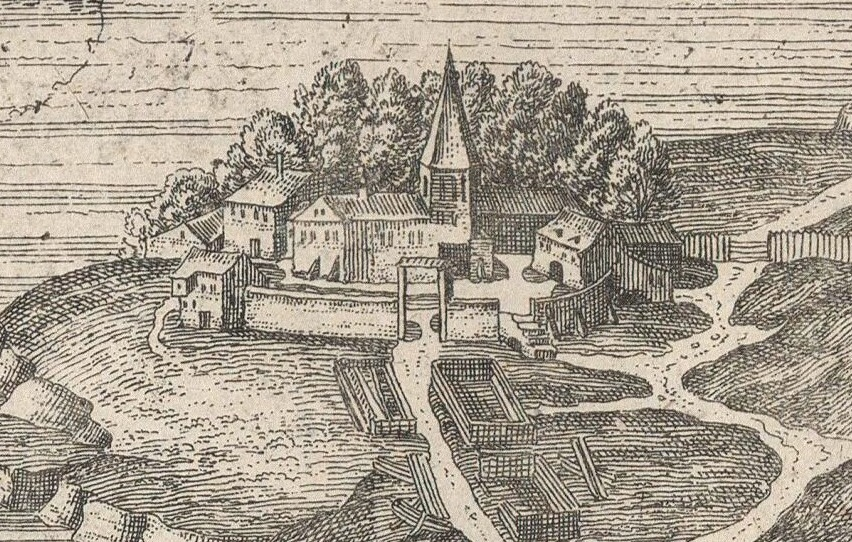
Le couvent Sainte-Claire.

La partie basse est composée de huit images représentant différentes scènes du massacre, de gauche à droite :
1. le banquet royal au château Tre Kronor,
2. la préparation du massacre par le roi Christian II et l'archevêque Gustave Trolle,
3. le bain de sang sur la place Stortorget, avec l'exécution des évêques,
4. l'exhumation de Sten Sture le Jeune,
5. la crémation des victimes et des cercueils de Sten Sture et de ses fils,
6. le massacre à l'abbaye de Nydala,
7. l'exécution des deux garçonnets de la famille Ribbing,
8. la fuite des Danois, chassés par Gustave Vasa et les Dalécarliens.